# Rachelle De Jong-Viinberg
Rachelle De Jong-Viinberg (Nanaimo, 30 aprile 1979) è una canottiera canadese, vice-campionessa olimpica nell'otto a Londra 2012.

## Biografia
Nel 2009 ha sposato Alex Viinberg, conosciuto nel 2005. Da allora ha assunto anche il cognome Viinberg.
Ai mondiali di Siviglia 2002 ha conquistato l'argento nel 4 senza, con Roslyn MacLeod, Darcy Marquardt e Pauline van Roessel.
Ha rappresentato il Canada ai Giochi olimpici estivi di Pechino 2008, classificandosi 8ª nel quattro di coppia, con Janine Hanson, Anna-Marie de Zwager e Krista Guloien.
Ai mondiali di Cambridge 2010 e Bled 2011 ha conquistato l'argento nell'otto.
Ha fatto la sua seconda apparizione olimpica a Londra 2012, dove ha vinto la medaglia d'argento nell'otto con Natalie Mastracci, Janine Hanson, Krista Guloien, Lauren Wilkinson, Ashley Brzozowicz, Darcy Marquardt, Andréanne Morin, Lesley Thompson-Willie.

## Palmarès
- Giochi olimpici

Londra 2012: argento nell'otto;
- Mondiali

Siviglia 2002: argento nel 4 senza;
Cambridge 2010: argento nell'otto;
Bled 2011: argento nell'otto;